# Erzbistum Bari-Bitonto
Das Erzbistum Bari-Bitonto (lat.: Archidioecesis Barensis-Bituntina, ital.: Arcidiocesi di Bari-Bitonto) ist eine in Italien gelegene Erzdiözese der römisch-katholischen Kirche mit Sitz in Bari.

## Geschichte
Das Bistum Bari entstand im 4. Jahrhundert. Nach dem Sieg des byzantinischen Feldherrn über die Ostgoten in der Schlacht am Mons Lactarius im Jahre 552 unterstand das Bistum Bari dem Patriarchen von Konstantinopel, der es im 6. Jahrhundert zum Erzbistum erhob. Am 15. April 1071 eroberten die Normannen unter Robert Guiskard nach dreijähriger Belagerung Bari, die letzte bedeutende italienische Stadt, die sich noch im Besitz von Byzanz befand. Fortan war das Erzbistum Bari wieder dem Papst unterstellt.
Am 30. September 1986 wurde es durch Papst Johannes Paul II. mit dem Bistum Bitonto zum Erzbistum Bari-Bitonto vereinigt.